# Destin (Florida)
Destin è una città degli Stati Uniti d'America situata in Florida, nella Contea di Okaloosa.